# Кедринський Олександр Олександрович
Кедринський Олександр Олександрович (рос. Кедринский Александр Александрович, 8 травня, 1917 — 22 вересня, 2003) — російський архітектор, реставратор, викладач. Заслужений архітектор Росії. Дійсний член Академії «Архітектурний спадок». Лауреат Ленінської премії (1986 р., за відновлення палацово-паркових ансамблів передмість Ленінграда). Лауреат премії Президента РФ в галузі літератури і мистецтва (2001 р.).

## Життєпис. Ранні роки
Батько — Кедринський Олександр Миколайович, офіцер царської армії, помер в 1919 р. Мати — балерина Маріїнського театру і не могла приділяти синові багато уваги. Дитину забрала до себе рідна сестра батька, Кедринська Марія Миколаївна, викладач Ленінградського хореографічного училища із сорокарічним стажем. Але хлопчик не став танцівником, бо мав слабкий зір і дворянське походження. Змалку користувався непоганою приватною бібліотекою і виявив художні здібності.
За часів СРСР це надто обмежувало дворянина за вибором фаху і через радянські обмеження місця навчання. Був вимушений влаштуватися в Ленінградський інститут інженерів комунального будівництва (ЛИИКС). Олександр добре склав всі іспити, але комісія не прийняла його через дворянське походження і родинний зв'язок із дідом (Миколай Григорович Кедринський — був гатчинський священик і сповідник російського царя Олександра III та великих князів). Самотужки відвідував художні студії А. Еберлинга та С. Зейденберга. Еберлинг — був учень майстерні Іллі Рєпіна, Савелій Зейденберг — соучень Михайла Врубеля и Валентина Сєрова. Обидві студії були оплатними. Але літній Зейденберг хворів, і Кедринський заміняв хворого голову майстерні, тому отримав право відвідувати студію безоплатно.
Він вдруге влаштувався в зазначений інститут і навчався там лише в 1937-1941 рр. Мав три фахи — був художник, архітектор і конструктор.

## Під час Німецько-радянської війни
У роки Німецько-радянської війни записався добровільно та брав участь в боях на Ленінградському та Волховському фронтах. Коли на фронтах почали звертати увагу на фах і реальні здібності вояків, Олександра Кедринського відкликали з фронту і перевели 1943 року у відділ штабу 8-ї армії, де він отримав призначення художником у військовий Будинок культури. У квітні 1945 р. був відправлений у Ленінград, де готував виставку військових художників в Академії мистецтв. У Ленінграді його і наздогнала звістка про військове захоплення Берліна й кінець війни з Німеччиною.

## Повоєнний період
У повоєнний період прийшла черга порахувати втрати. Колишнє столичне місто втратило значні людські і мистецькі ресурси. Так, були практично втрачені всі палацові передмістя, окрім одного Оранієнбауму. Палаци і павільйони стояли без дахів, з вибитими вікнами, з пограбованими і вирубаними парками. Частка покинутого при відступу палацово-музейного майна (картини, меблі, паркети, мармурова і бронзова скульптура) була вивезена в фашитську Німеччину. Під ногами музейників і відвідувачів лежали уламки кришталевих люстр, палацових дзеркал, попсований ліплений і золочений декор стель і стін. В Петергофі зник велетенський золочений Самсон, символ доби і палацового передмістя. В парках працювали мінери, закопували траншеї, окопи і ями від бомб.
Почалися обговорення щодо стратегічних планів: або консервувати руїни та залишати їх пам'ятками минулої війни, або ретельно фіксувати стан пам'яток в малюнках і фото та ретельно розібрати всі уламки для тривалого відновлення поруйнованого в майбутньому. Повільне фінансування реставраційних робіт з Москви обумовило використання обох технологій. Так, в поруйнованому флігелі Павловського палацу відновили лише мури і дахи, а приміщення віддали під радянський будинок відпочинку. Решту приміщень і палац повернули музею. Реставрація самого палацу і сплюндрованого, колись зразкового пейзажного парку, розтяглась на десятиліття. Поруйнований і пошкоджений пожежею Гатчинський палац наскоро відремонтували і віддали під радянський навчальний заклад. План щодо відновлення був прийнятий до Павловська та до Петергофа. На ретельному розбиранні руїн та фіксації, опису і збереженні уламків декору був задіяний і Олександр Кедринський. До повоєнного періоду відносяться і його перші проекти відновлення павільйонів і паркового розпланування в палацових передмістях Ленінграда. Всього він опрацював близько трьох сотень різних історичних об'єктів — від парку в Царському Селі до даху з переломом в Меншиковському палаці в Санкт-Петербурзі.
|                                                                              |                                      |                                                    |                                                      |
| «Великий Гатчинський палац. Розчищений від сміття напівциркуль після війни.» | «Овальний кабінет колись. Худ. Гау.» | «Грецька галерея до війни 1941–1945 рр. Худ. Гау.» | «Великий Гатчинський палац. Руйнації стін і декору.» |

## Праця реставратором і викладачем
У період 1945-1948 рр. працював архітектором-реставратором в майстерні при Державній інспекції з охорони пам'яток архітектури міста Ленінград. З 1948 року почав сам викладати. З 1948 до 1951 року викладав в Ленінградському архітектурному технікумі та в Архітектурно-художньому училищі, готував фахівців для реставрації поруйнованих пам'яток архітектури. З 1951 року — архітектор-реставратор, згодом головний архітектор проекту в Ленінградських реставраційних майстернях (останні були перетворені в об'єднання «Реставратор», а згодом — в Інститут «Ленпроектреставрация»).
Синхронно з головною працею керівника реставраційної майстерні викладав базовий курс реставрації пам'яток архітектури в Ленінградському інженерно-будівельному інституті (1954-1967) та в радянському Інституті імені І. Ю. Рєпіна, колишній Петербурзькій Академії мистецтв (1971-1986).

## Галерея. Відновлена Бурштинова кімната

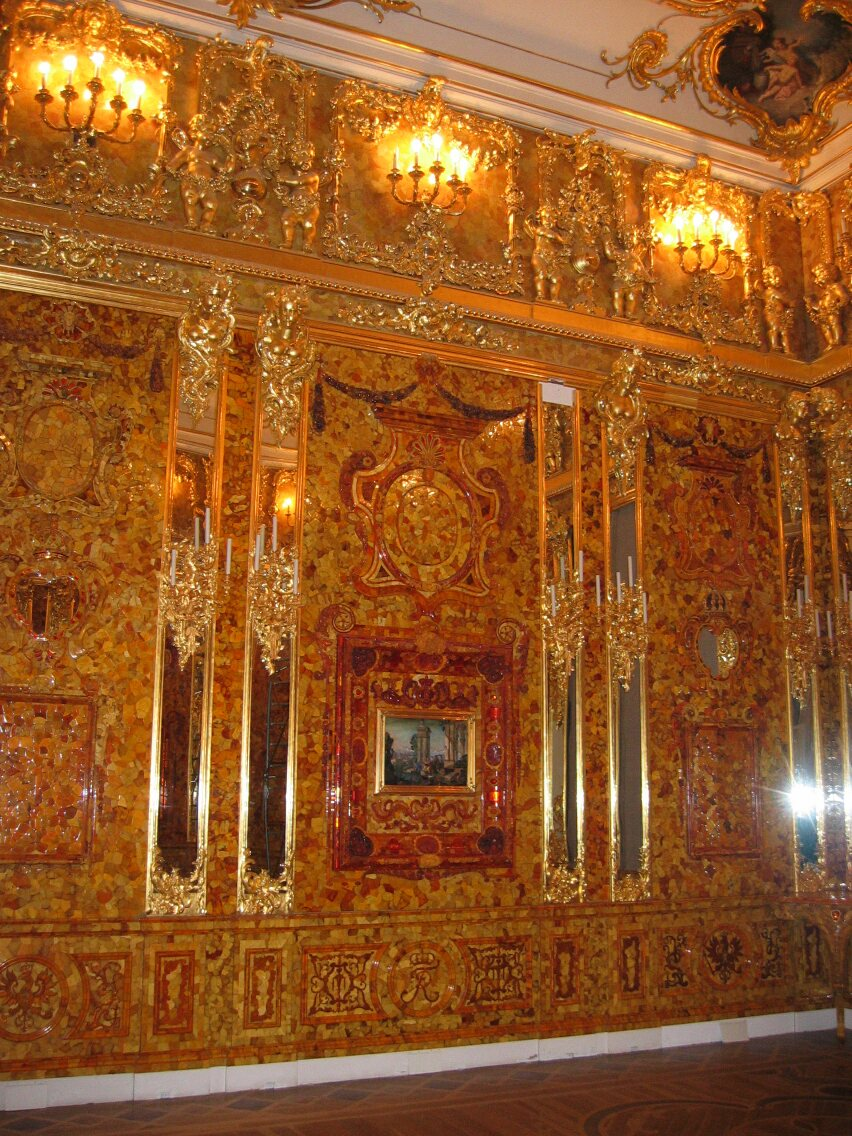
Відновлена бурштинова кімната

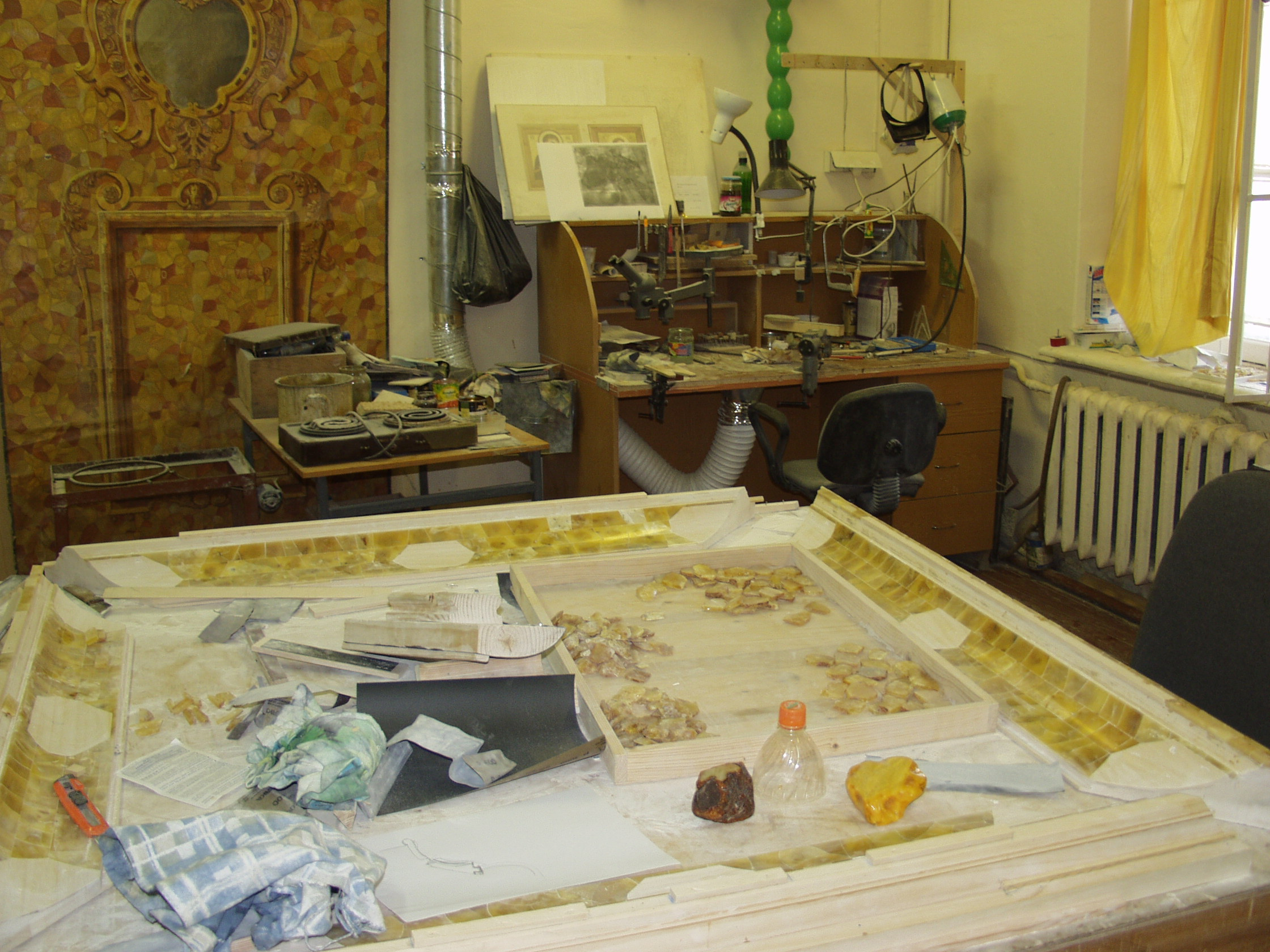

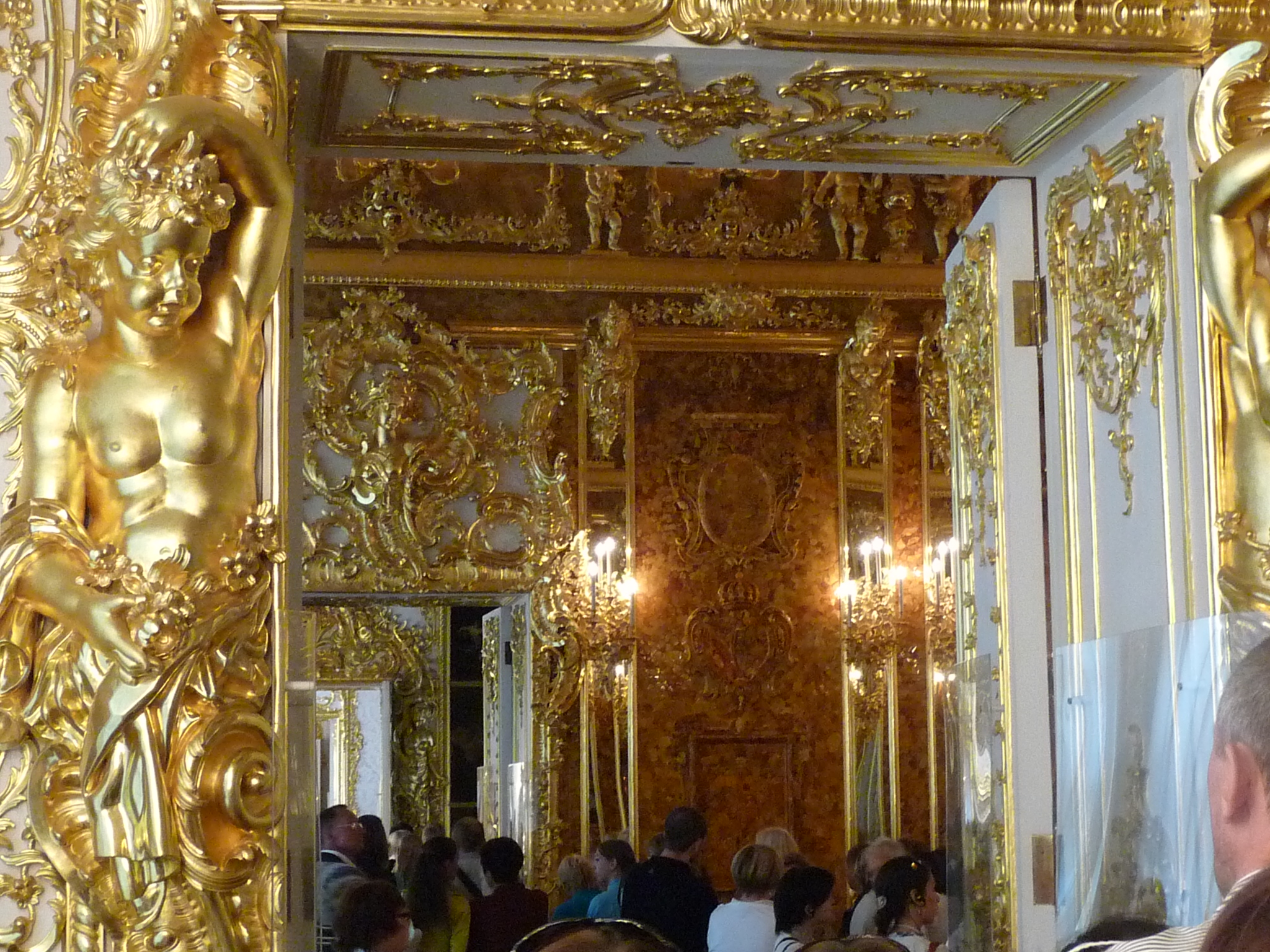

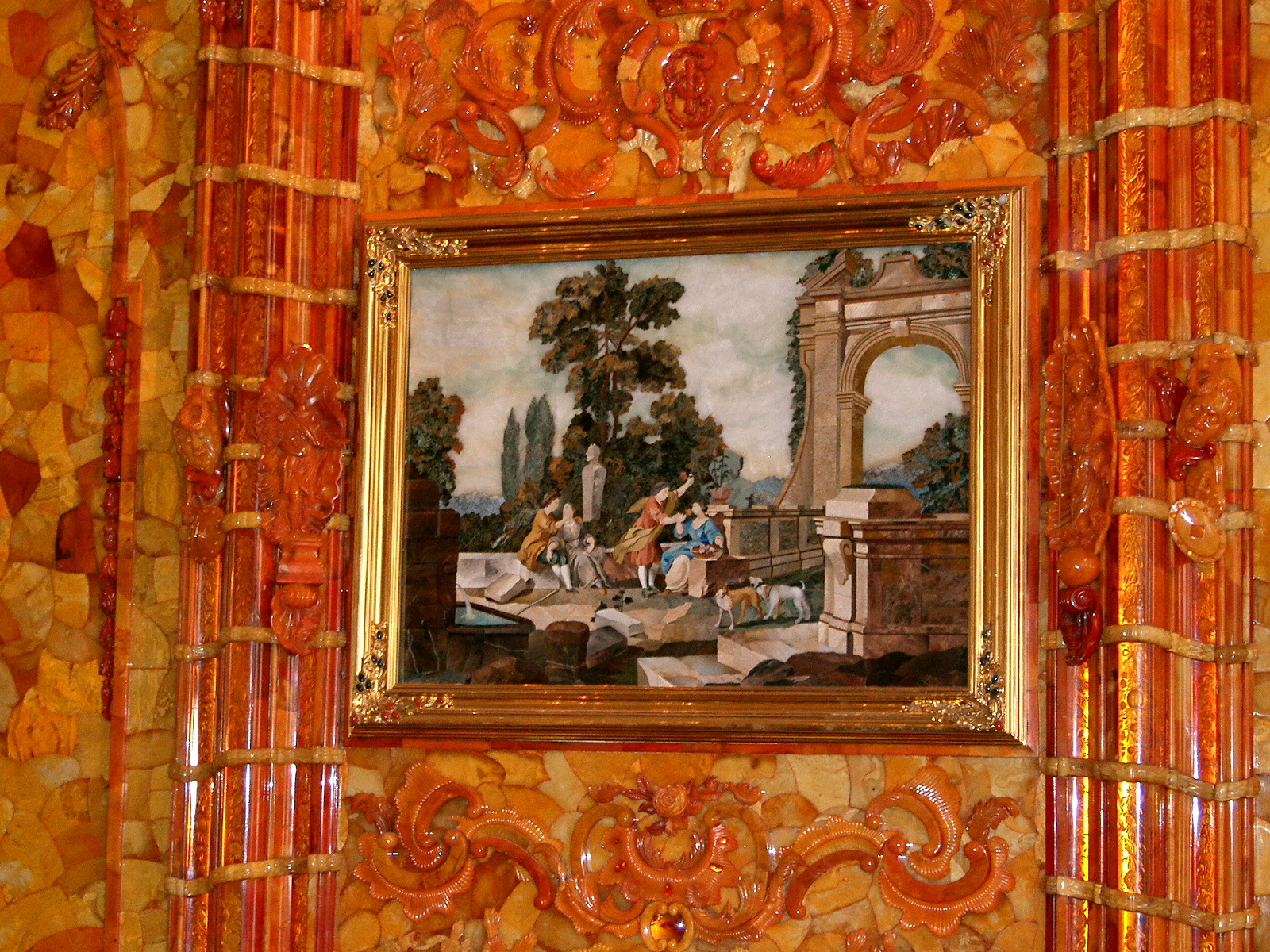
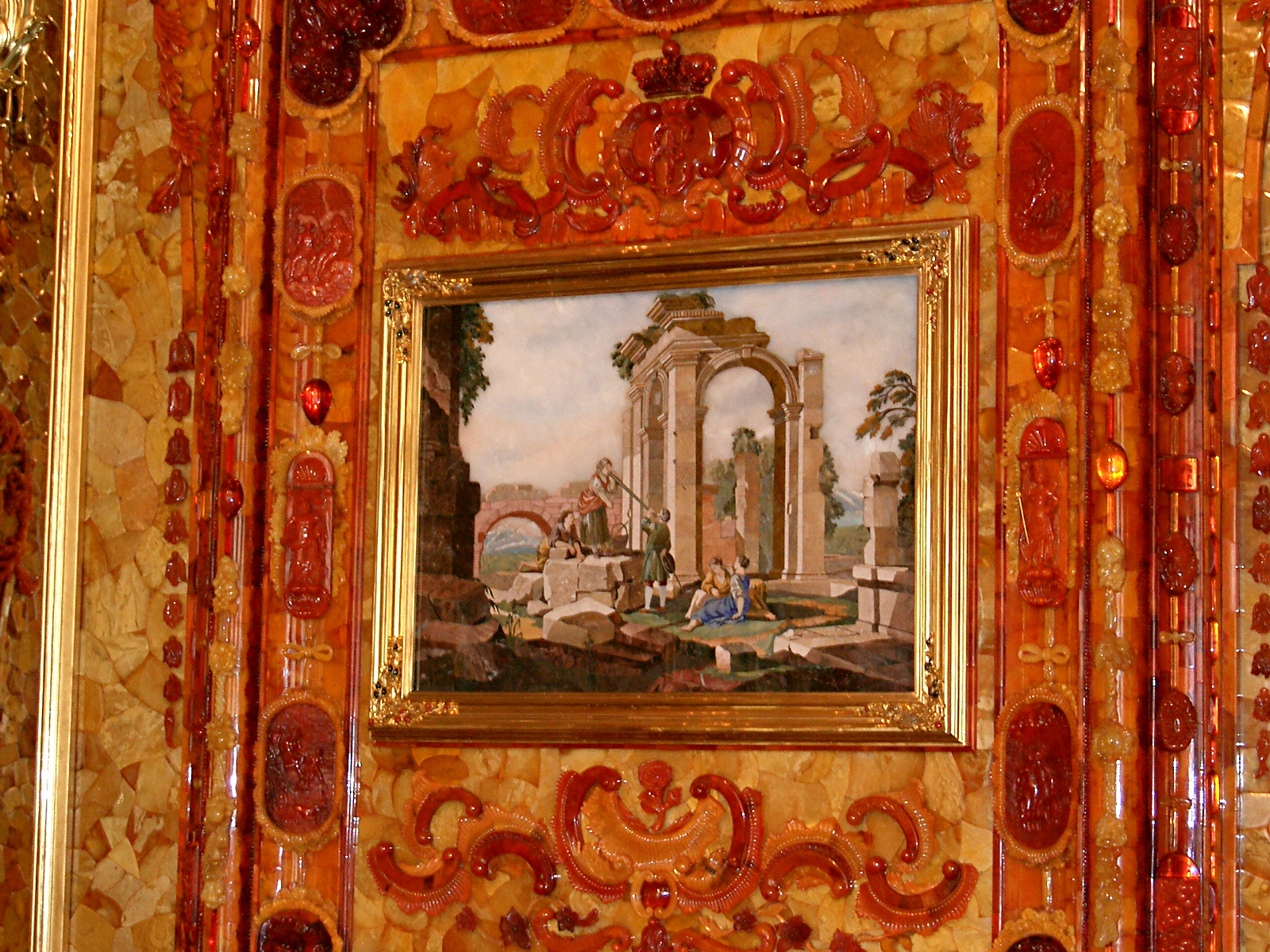
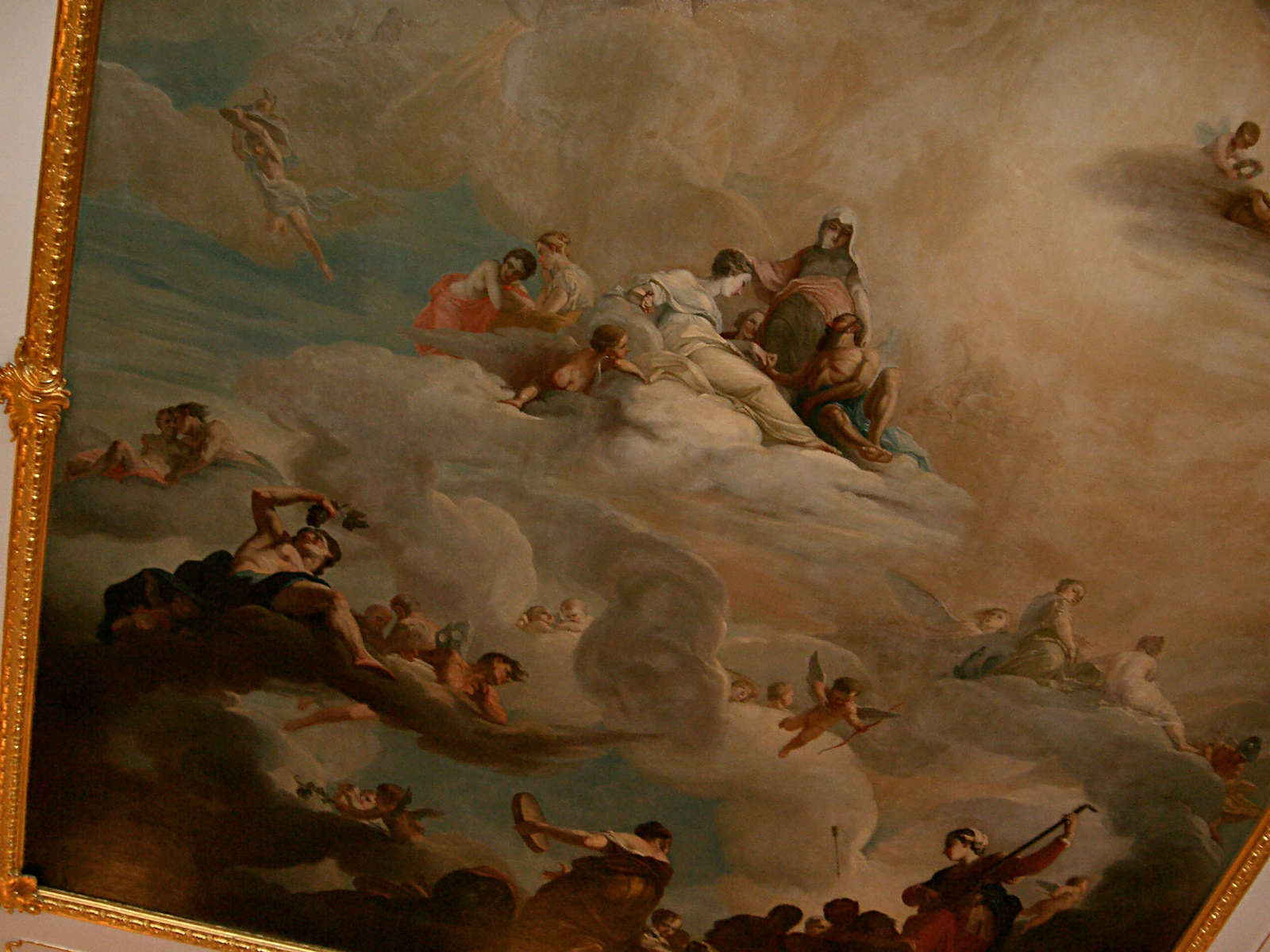

П'ять десятиліть після війні 1941—1945 рр. продовжувались пошуки пограбованого майна з палацових передмість Ленінграда. Серед зниклого — фонтанна скульптура «Самсон» з Петергофа, низка картин і меблів тощо. В переліку пограбованого і незнайденого була і Бурштинова кімната. Унікальний витвір німецьких майстрів початку 18 ст. був подарований російському царю Петру І в розібраному стані. Перетворення садиби Саарська миза на парадну резиденцію змінило і долю бурштинових панелей. Під конвоєм військових панелі вручну перенесли в новий палац імператриці в Царському Селі. Виявилось, що панелі менші за кімнату, де їх розмістили. Новий дизайн кімнати виконав Вартоломей Растреллі, заповнивши порожні місця золоченим деревом, новими панно з бурштину і картинами в техніці флорентійської мозаїки. Бурштину не вистачило на верхні смуги біля підлоги і його замінили на живописні імітації. В такому стані Бурштинова кімната і перебувала до фашистської навали 1941 р. Бурштин не належить до стійких декоративних матеріалів, тріскається, втрачає прозорість, іноді осипається. В кімнаті постійно проводили ремонти та реставрації (1833, 1865, 1893, 1897, 1933, 1937 роках).
Кімнату не встигли демонтувати і відправити в тил. З початку війни кімната таємниче зникає. Пошуки кімнати за 50 років не мали позитивних результатів, хоча в порожню залу палацу повернули вироби з бурштину, картини в техніці флорентійської мозаїки і меблі на згадку про її втрачений декор. Згодом на рівні московського уряду було прийняте рішення відновити кімнату за архівними даними та декількома фото. Проект відновлення створив Кедринський О. О. та його майстерня. Трудомістка реалізація проекту розтяглась з 1979 до 2003 року, потребувала кілограмів нового бурштину, відновлення технологій його різьби, фарбування до необхідних відтінків, шліфування, нових засобів фіксації. На колишні місця повернули картини в техніці флорентійської мозаїки і меблі, золочений декор за малюнками В. Растреллі і навіть колишні живописні смуги замінили на бурштинові.

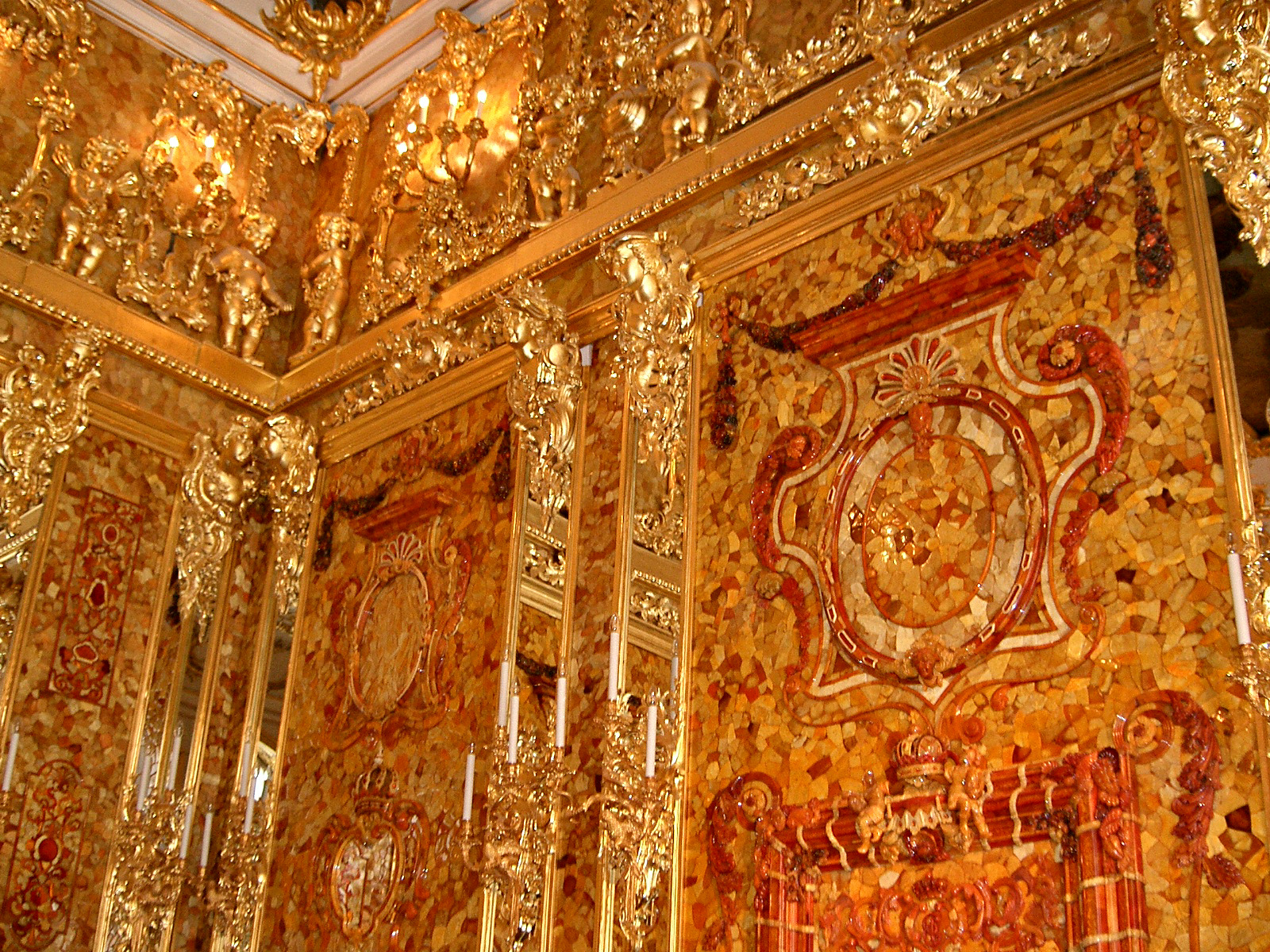
Бароковий візерунок з бурштину
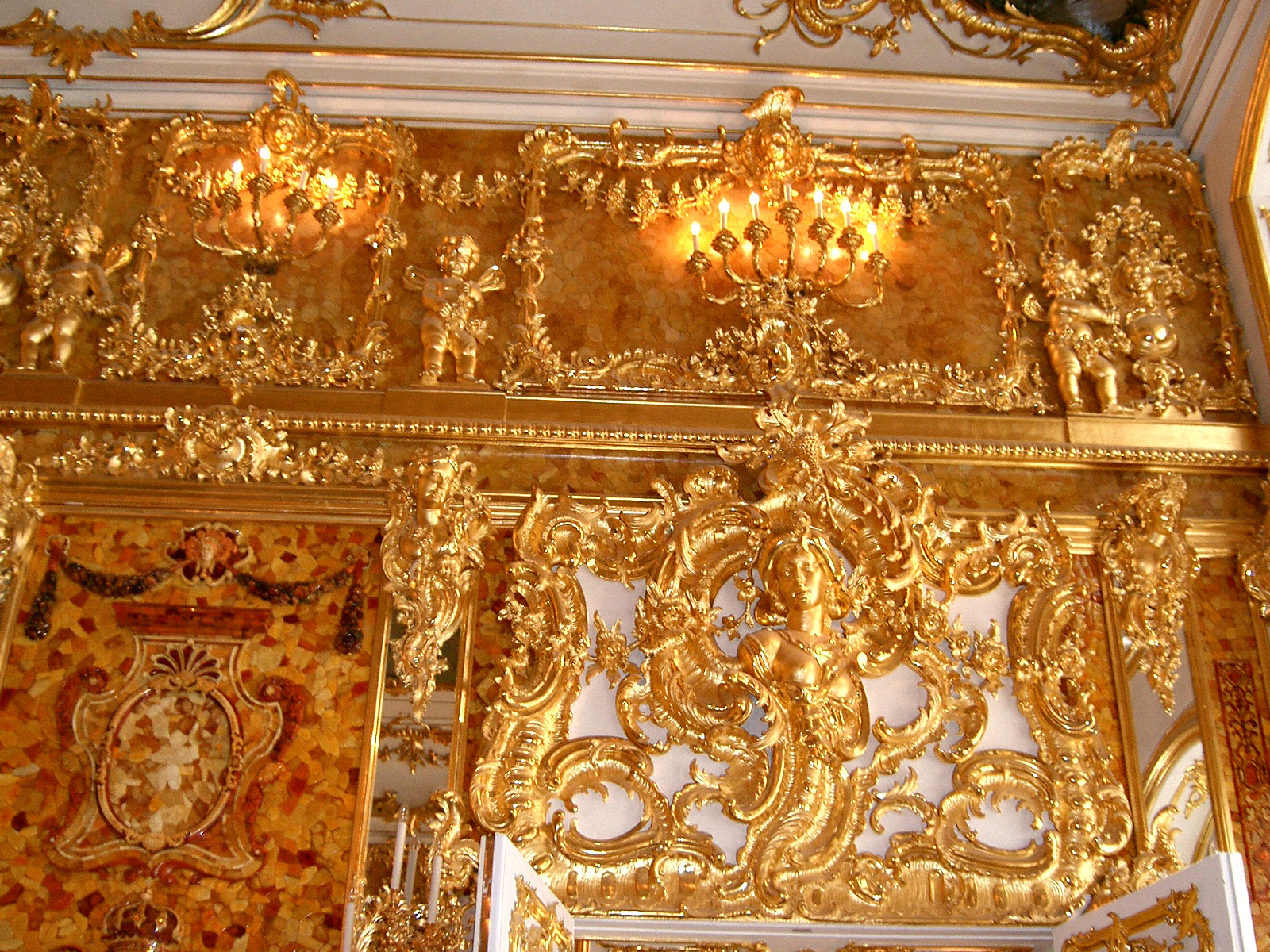
Комбінація з золоченим десюдепортом над дверима та візерунками з бурштину
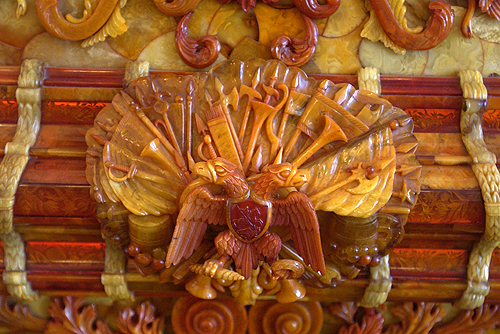
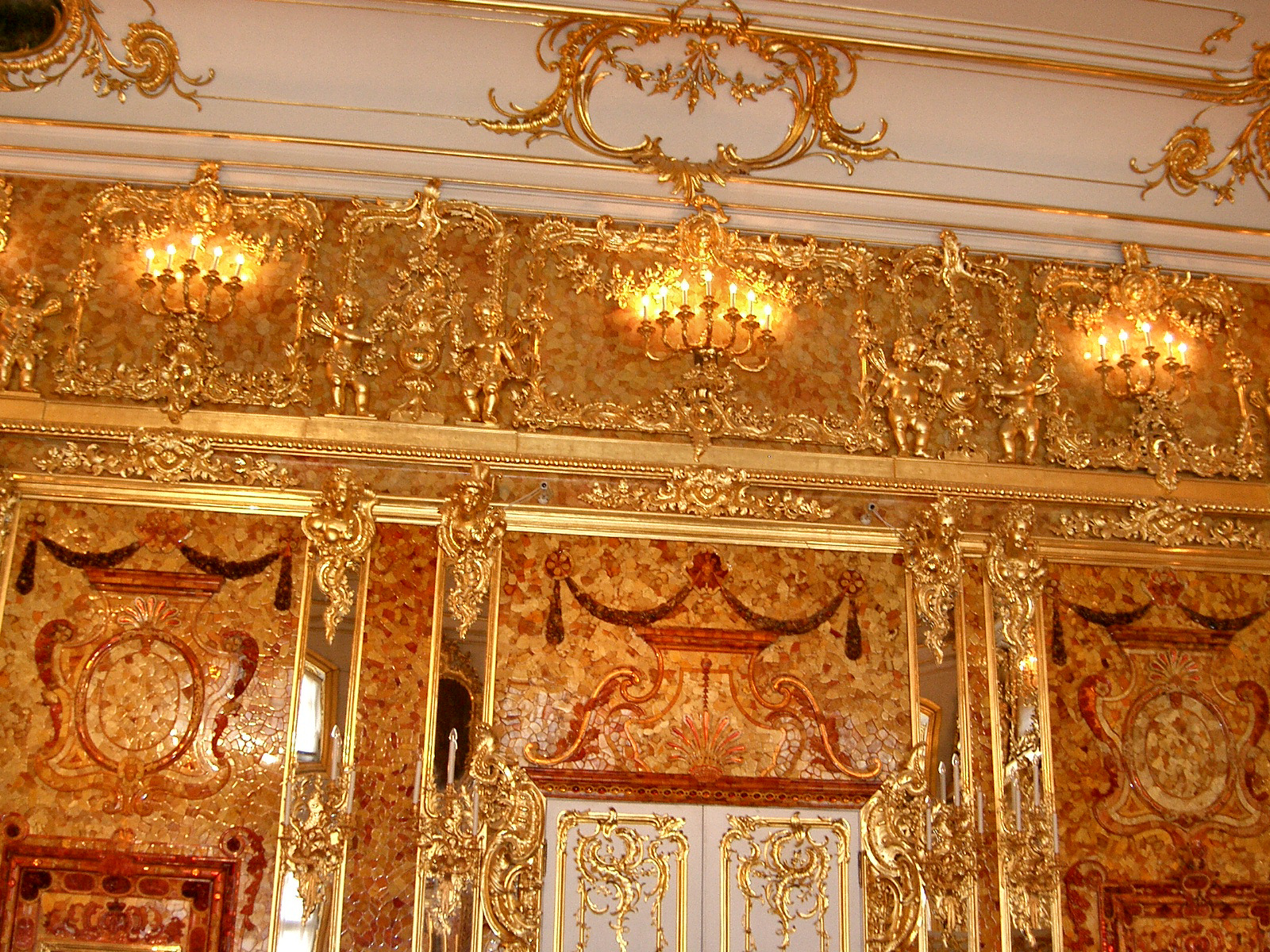
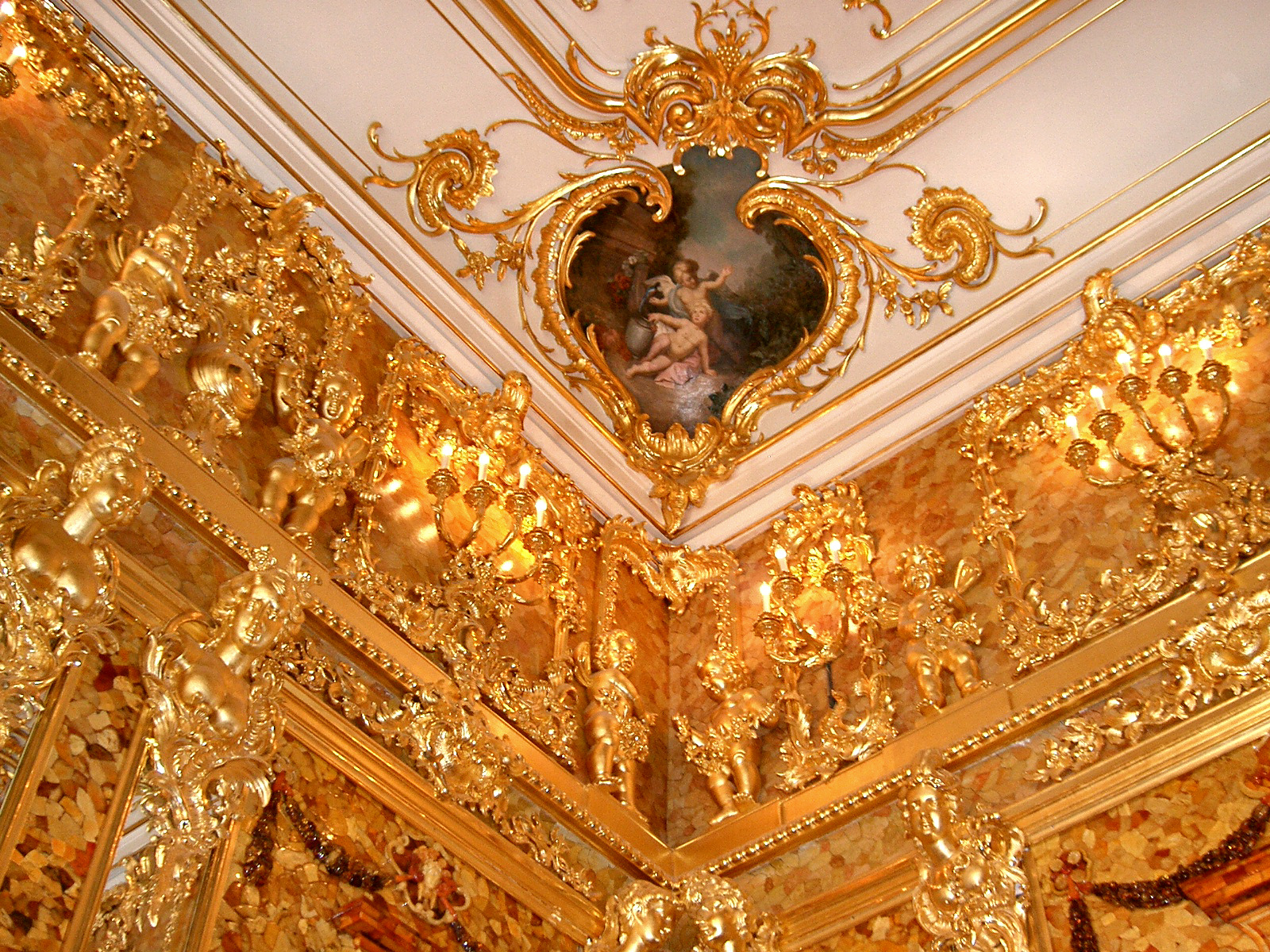
Кут кімнати з декором і падугою
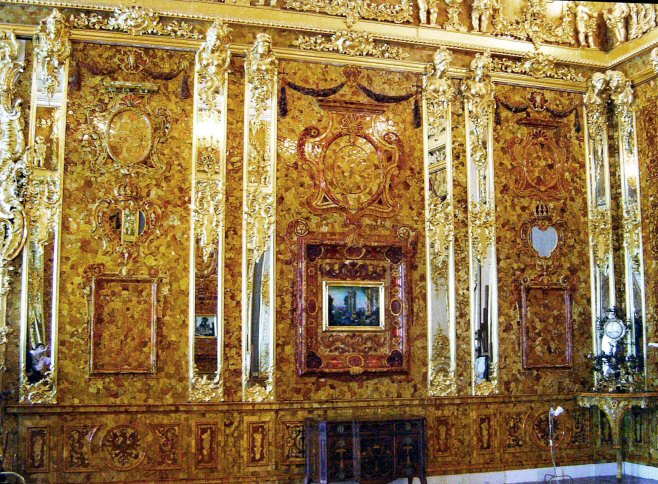

## Друковані твори (російською)
Кедринський О. О. — автор більш ніж ста публікацій в різних виданнях. Серед них і книги:
- «Летопись возрождения», 1966
- «Восстановление памятников архитектуры Ленинграда», 1984
- «Основы реставрации памятников архитектуры», 2000
- «История русского декоративного искусства», співавтор тритомного видання
- Рукопись «От усадьбы до парадной резиденции» (історія створення резиденції в Царському Селі)